# Levensverzekering-maatschappij Utrecht

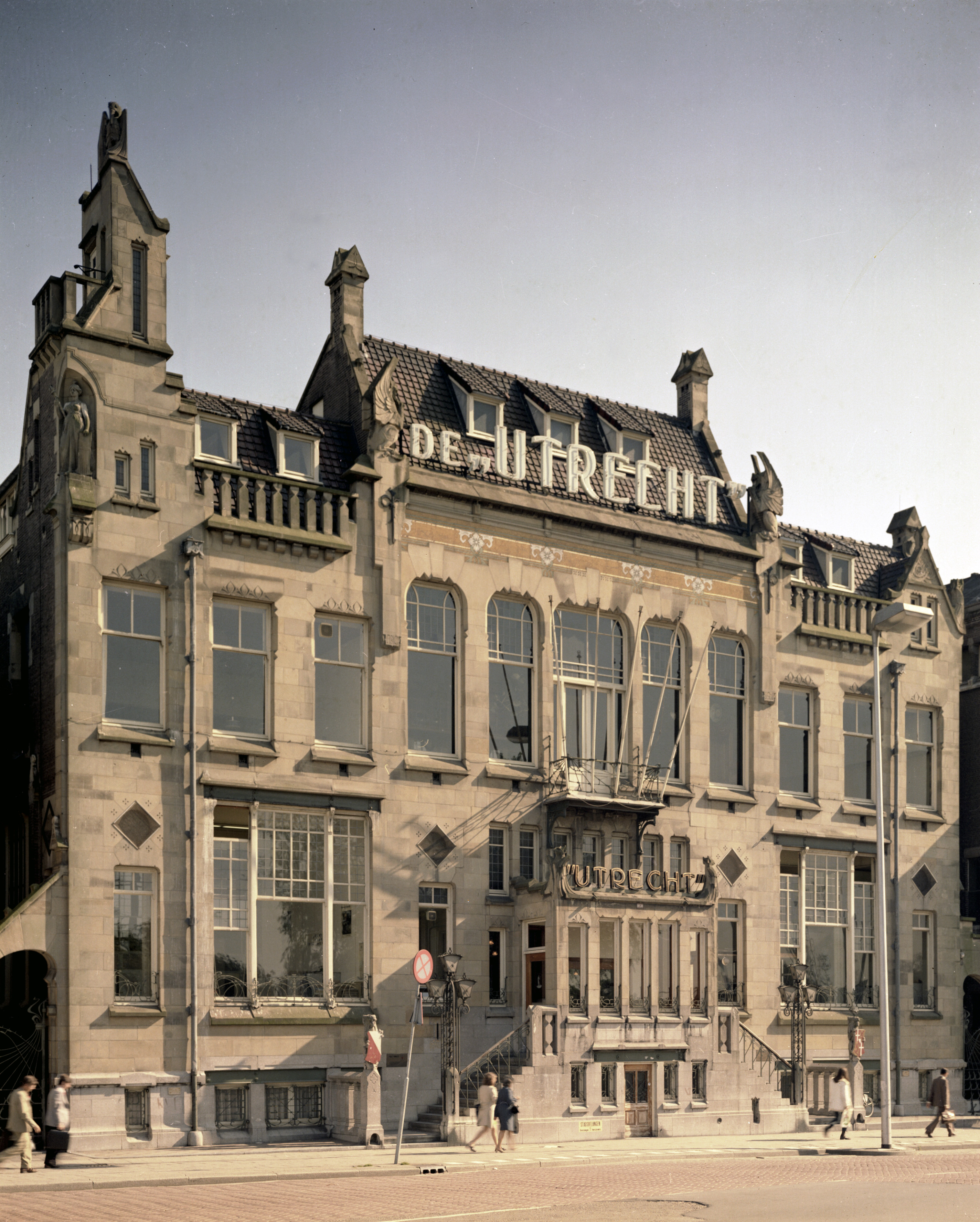
Hoofdkantoor te Utrecht

De Levensverzekering-Maatschappij "Utrecht" ontstond in 1883 uit het in 1847 opgerichte lokaal Utrechts zieken- en begrafenisfonds onder de zinspreuk: "Let op uw Einde". Dit begrafenisfonds was de opvolger van het reeds in 1817 bestaande "Utrechtsche Begrafenisfonds" (later: Maatschappij tot uitkeering bij Overlijden) onder de zinspreuk: "Let op uw Einde". "Let op uw Einde" bleef nog tot 1894 voortbestaan.
Door overnames lukte het de maatschappij een vooraanstaande positie te verwerven. Zo werd in 1920 de Algemeene Utrechtsche Maatschappij overgenomen en ging men verder onder de naam AMEV (Algemeene Maatschappij tot Exploitatie van Verzekeringsmaatschappijen). In 1938 werd de in 1876 opgerichte Utrechtsche Levensverzekering Maatschappij N.V. overgenomen. Deze twee laatste maatschappijen werden bestuurd door de familie van S.P. ten Holt sr. (1849-1899) en S.P. ten Holt jr. (1882-1940), vader en broer van de kunstschilder Henri ten Holt (1884-1968).
De AMEV groeide vooral in de jaren 60 van de 20e eeuw door overnames en in 1990 volgde een fusie met de Nederlandse VSB Bank en ontstond Fortis. In 2000 ten slotte fuseerde Fortis met de ASR groep en ging verder onder de naam van ASR. Ook de bezittingen van De Utrecht, waaronder Landgoed De Utrecht, kwamen aan de ASR.

Op de gevel van Emmalaan 13 te Utrecht hangt een gedenksteen ter herinnering aan het overlijden van de heer S.P. ten Holt, directeur van de Utrechtsche Levensverzekeringsmaatschappij met de tekst:                                                                      
Utrechtsche levensverzekering Maatschappij stichtte deze woonhuizen tijdens dat de heer S.P. ten Holt haar bestuurder was in den jare MDCCCXCVIII bouwmeester was de heer P.J.Houtzagers.